# Saint-Rémy-en-Rollat
 Saint-Rémy-en-Rollat  es una población y comuna francesa, situada en la región de Auvernia, departamento de Allier, en el distrito de Vichy y cantón de Escurolles.

## Demografía
| 930 | 985 | 1078 | 1265 | 1407 | 1455 |
| Para los censos de 1962 a 1999 la población legal corresponde a la población sin duplicidades (Fuente: INSEE [Consultar]) |     |      |      |      |      |